# チャールズ・エドワード・ステュアート
チャールズ・エドワード・ステュアート（英語: Charles Edward Stuart, 1720年12月31日 - 1788年1月30日）は、ジャコバイトの主張したイングランド・スコットランドの王位継承者（または王位請求者）である。「若僭王（The Young Pretender）」「小僭王」「チャールズ3世」などとも呼ばれる。

## 生涯
ジェームズ・フランシス・エドワード・ステュアート（老僭王）とポーランド王ヤン3世ソビエスキの孫娘マリア・クレメンティナ・ソビエスカの長男。全名はチャールズ・エドワード・ルイス・ジョン・カシミア・シルヴェスター・マリア・ステュアート（Charles Edward Louis John Casimir Silvester Maria Stuart）。父は名誉革命によってイングランドを逐われ、チャールズは教皇インノケンティウス13世時代のローマで生まれた。教皇の庇護をうけ、少年時代をローマおよびボローニャで過ごした。父の影響もあって必然的にカトリック信仰に入ったことが、チャールズの王位奪還運動を困難にすることになった。
ジャコバイトの多いスコットランドなどではチャールズの人気が根強く、「いとしのチャールズ王子」（Bonnie Prince Charlie）と呼ばれて愛された。チャールズは再三ブリテン島上陸を試みるが、スコットランドの支持勢力との息があわず、時にはジャコバイトを見殺しにする結果になることもあった。1745年のジャコバイト蜂起でチャールズは念願のブリテン上陸をはたし、政府軍を破ったが、カロデンの戦いでカンバーランド公ウィリアム・オーガスタスに惨敗し、変装して大陸に逃げ帰るしかなかった。

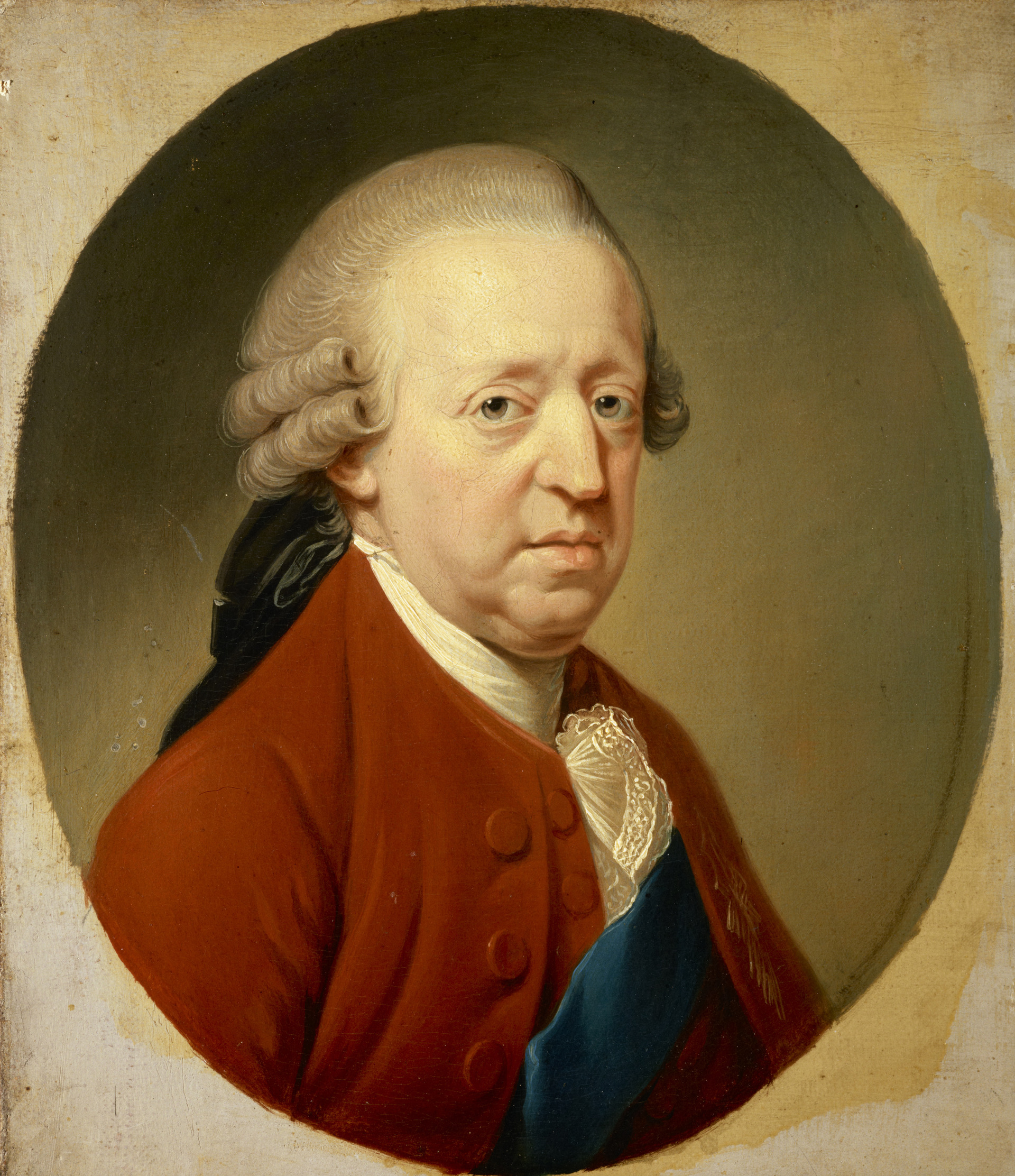
ヒュー・ダグラス・ハミルトンによる肖像画、1785年頃。

その後、チャールズのイタリアでの淫蕩生活やカトリック信仰へのこだわりから、以前の熱狂的な人気は色褪せていった。1772年、32歳年下のドイツ人の小諸侯の娘ルイーゼ・ツー・シュトルベルク＝ゲーデルンと結婚したが、間に子供は生まれなかった。チャールズはそのままローマで1788年に没するが、人気が全く消失したわけでなく、スコットランド人の伝説的存在となり、チャールズを題材にした歌も作られた。愛妾クレメンティーナ・ウォーキンショーとの間に娘シャーロット（1753年 - 1789年）を儲けたものの、非嫡出子のため、ジャコバイトの王位継承権は弟のヘンリー・ベネディクトに継承された。
なおチャールズ3世という名称は2022年9月8日にイギリス国王に即位したウィンザー朝のチャールズ・フィリップ・アーサー・ジョージが使用している。

## 子孫
娘シャーロットは1770年代後半より1784年頃まで、恐らくチャールズに知られる事なく密かにフェルディナン＝マクシミリアン＝メリアデック・ド・ロアンの妾となっていた。シャーロットは当時、父に認知されず、結婚も許されず、経済的に困窮していた。2人の間には少なくとも3人の子（1男2女）が生まれたが、チャールズ自身は彼から見れば孫にあたる3人の存在を聞いた事が無かったようである。シャーロットの死後、3人の子はシャーロットの実母クレメンティーナ・ウォーキンショーに養育されたが、彼らの存在は1950年代になるまで気付かれる事は無かった。
- マリー・ヴィクトワール・アデライード″アレー″・ステュアート（1779年6月18日 - 1836年4月27日?または1871年3月?[7]）- 三度結婚したと見られるが、最初の結婚については、1804年11月14日にパリのサン=ロック教会でナポレオンに仕える軍医ピエール=ジョセフ＝マリ・ド・サン=ユルサン（1763年 - 1818年8月5日）と結婚して息子テオドール=マリ・ド・サン=ユルサン（1809年6月29日 - 1838年8月6日）を儲けたか[8]、1803年頃、ポーランド貴族で銀行家のパヴェウ=アントニ=ルドヴィク=ベルトラン・ニコロヴィチ（1751年 - 1810年4月21日）と結婚して息子アンティム=マレク=ニコデム・ニコロヴィチ（1804年9月8日 - 1852年2月16日）を儲けたかで意見が分かれている[9][10][11][12][13]。サン=ユルサンと結婚していた場合は、テオドールが助祭として29歳で死去した為、子孫は絶えている[14]。ニコロヴィチと結婚していた場合には、アンティムとその妻アンナ=アウグスタ=テレージア=レイネル・ネーゲルフェルスト（1809年8月14日 - 1848年）の3男1女の内、長男カロル=ボロメウシュ=パヴェウ（1830年11月5日 - 1859年8月31日。妻はアニエラ=ステファニア=バル・エデル）と長女ユリア=テレーザ=アンナ=マリアンナ（1833年5月21日 - 1893年2月23日。夫はポーランド系オーストリア貴族で美術史家のレオナルド=フランチシェク=クサヴェリ・ピニンスキ（1824年10月30日 - 1886年7月18日））が子孫を残している為、現在まで存続している [15][16]。なお、アンティムの次男ヤン=エヴァンゲリスタ=アウグスト（1832年1月17日 - 1832年4月13日）は3ヶ月足らずで夭折し、三男で末子のスタニスワフ（1839年5月8日 - 1905年1月2日）は兄カロルの妻であったアニエラ=ステファニア=バル・エデル（1830年〜1835年 - 1910年）と結婚（アニエラにとっては義弟だった人物との再婚）、子孫の詳細は不明ながら2世代で断絶したとされている。マリー自身、二度目は1823年11月29日にフランス貴族コルベー=ジャムス・ドーヴェルニュ（1764年または1765年 - 1825年2月2日）とパリで結婚したが、14ヶ月の結婚生活の後、死別。三度目は1826年にジャン・ド・パウとリヴィウで結婚した。いずれの結婚でも子供はいない。
- シャルロット・マクシミリアンヌ・アメリー・ステュアート（1780年夏（11月28日以前） - 1806年11月26日）- 1804年8月8日、ジャン＝ルイ・ド・ラ・モリエール（1763年9月13日 - 1846年12月20日）とパリで結婚。1806年11月26日に男子を死産し、シャルロット本人も同日に死去。
- チャールズ・エドワード・オーガスタス・マクシミリアン・ステュアート（1784年5月頃 - 1854年10月28日） - ロアンスタール伯爵（Count Roehenstart）を名乗る。二度結婚したが、いずれの妻との間にも子供はいない。

## 関連図書
- Vaughan, Herbert Millingchamp (1911). "Charles Edward" . In Chisholm, Hugh (ed.). Encyclopædia Britannica (英語). Vol. 5 (11th ed.). Cambridge University Press. pp. 940–942.